# Powiat Kurokawa
Powiat Kurokawa (jap. 黒川郡 Kurokawa-gun) – powiat w Japonii, w prefekturze Miyagi. W 2024 roku liczył 41 527 mieszkańców.

## Miejscowości
- Ōsato
- Taiwa
- Ōhira